# Lądowisko Balice-LPR
Lądowisko Balice-LPR – śmigłowcowe lądowisko sanitarne w Balicach, w gminie Zabierzów, w województwie małopolskim, położone na terenie Portu lotniczego Kraków-Balice przy ul. kpt. M. Medweckiego 1A. Przeznaczone jest do wykonywania startów i lądowań śmigłowców sanitarnych i ratowniczych w dzień i w nocy o dopuszczalnej masie startowej do 5700 kg.
Zarządzającym lądowiskiem jest Samodzielny Publiczny Zakład Opieki Zdrowotnej Lotnicze Pogotowie Ratunkowe. W roku 2013 zostało wpisane do ewidencji lądowisk Urzędu Lotnictwa Cywilnego pod numerem 252.
W 2022 roku z powodu rozbudowy lotniska w Balicach przeniesiono bazę Lotniczego Pogotowia  Ratunkowego do nowo wybudowanej   bazy LPR w Kokotowie koło Wieliczki.